# Tomasz Szukalski

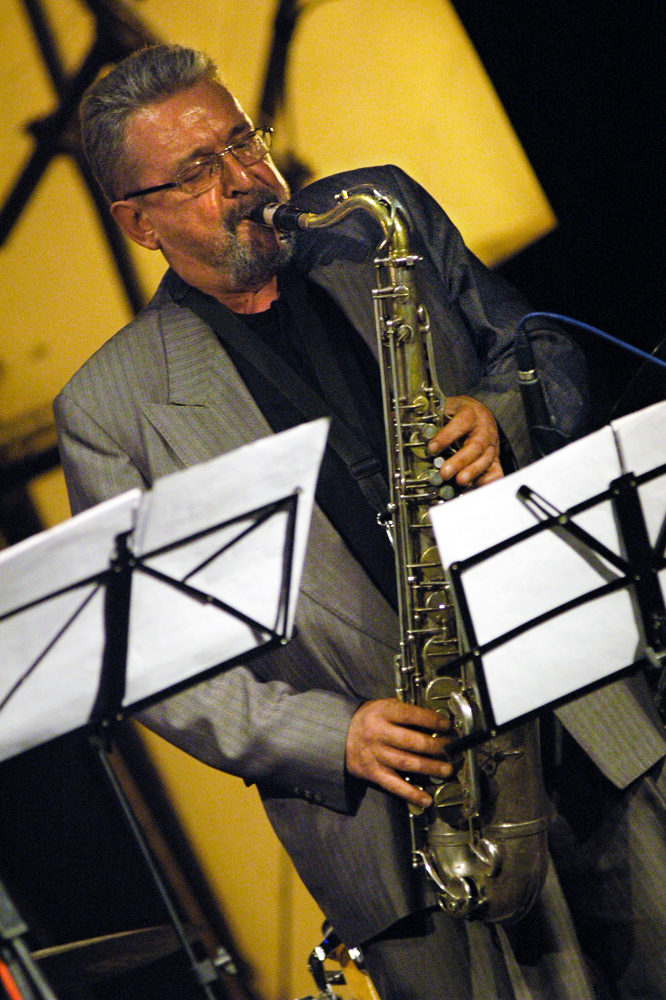
Tomasz Szukalski (2008)

Tomasz Szukalski (* 25. Dezember 1947 in Warschau, amtlich eingetragen 8. Januar 1948; † 2. August 2012 in Piaseczno) war ein polnischer Musiker (Tenorsaxophon, Sopransaxophon, Bassklarinette und Komposition) des Modern Jazz.

## Leben und Wirken
Szukalski spielte Anfang der 1970er Jahre bei Jan Wróblewski und in der Band des Saxophonisten Zbigniew Namysłowski, zu hören auf dem legendären Album Winobranie. Mitte der 1970er wurde er auch im Westen durch seine Mitwirkung an den ECM-Alben Balladyna von Tomasz Stańko (1975) und Rodina von Edward Vesala bekannt. Sowohl mit Vesela als auch mit Stańko arbeitete er in den folgenden Jahren weiter. 1977 gründete er mit dem Pianisten Sławomir Kulpowicz, dem Bassisten Paweł Jarzębski und dem Schlagzeuger Janusz Stefański, die Formation The Quartet, mit der er 2006 in Deutschland gastierte. Joachim-Ernst Berendt holte ihn 1981 zum New Jazz Meeting Baden-Baden, wo er unter dem Motto We Remember Coltrane mit Rashied Ali, Roman Schwaller, Gerd Dudek, Leszek Zadlo Alan Skidmore, Tomasz Stańko, Sławomir Kulpowicz, Janusz Stefański und Albert Mangelsdorff spielte. Nach dem Kriegsrecht in Polen 1981–1983 bildete er mit Wojciech Karolak und Czesław Bartkowski die Time Killers (gleichnamiges Album, 1984). In den nächsten Jahren arbeitet er im Duo mit Janusz Szprot, aber auch mit Tomasz Stańko, Grażyna Auguścik und Milan Svoboda.
Seit 1986 leitete er ein eigenes Quartett. 1991 veröffentlichte Szukalski auf dem Label Polonia das Album Body and Soul (mit Artur Dutkiewicz, Andrzej Cudzich und Marek Stach). Im Jahr 2000 leitete er ein Quartett mit Jarosław Śmietana, das das Album Phone Consultations vorlegte. Ende der 1990er Jahre wirkte er an dem Album Escape des Trompeters Piotr Wojtasik mit, 2001 an dem Album Grechuta des Wojciech Majewski Quintet. Auch nahm er mit Anna Maria Jopek und Agnieszka Skrzypek auf.
Kurz vor seinem Tod tourte Tomasz noch mit Apostolis Anthimos und Arild Andersen.
Nach Richard Cook/Brian Morton erinnert Szukalski in seinem Balladenspiel an Ben Webster; weitere Vorbilder sind Lester Young, Stan Getz und Warne Marsh.

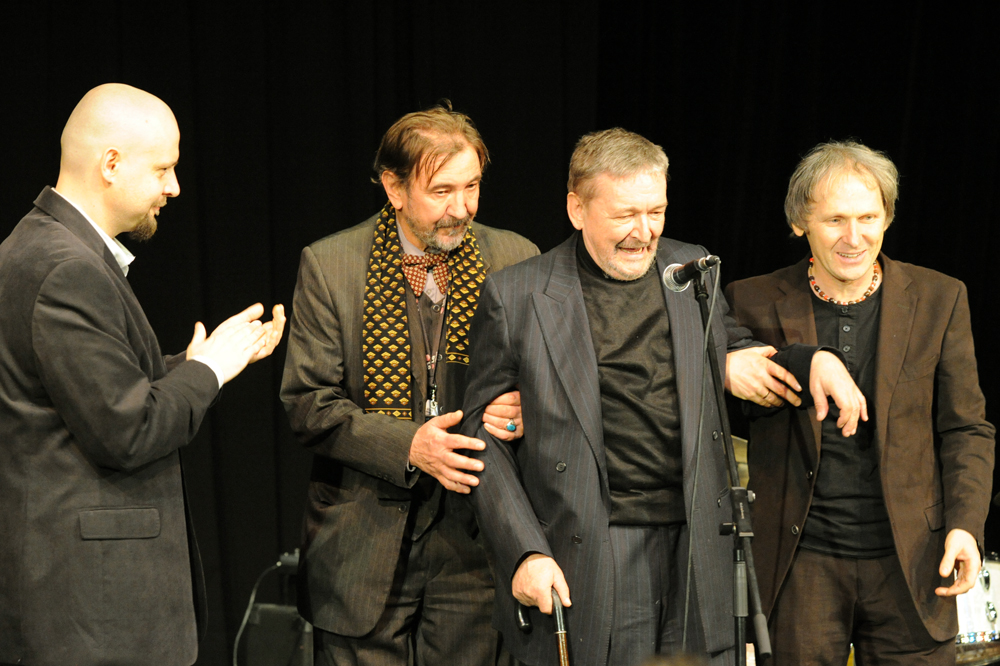
Tomasz Szukalski (Zweiter von rechts) mit Freunden bei einem Benefizkonzert für ihn im November 2010

## Diskographische Hinweise
- Tomasz Stańko/Tomasz Szukalski/Edward Vesala/Peter Warren Twet (1974)
- Tina Kamila (1985, mit Darek „Oles“ Oleszkiewicz)
- Body and Soul (Polonia, 1991)

## Lexikalischer Eintrag
- Richard Cook, Brian Morton: The Penguin Guide to Jazz on CD. 6. Auflage. Penguin, London 2002, ISBN 0-14-051521-6.
- Bielefelder Katalog Jazz 2001